# 阿德里安 (伊利諾伊州)
阿德里安（英語：Adrian）是位於美國伊利諾伊州漢考克縣的一個非建制地區。該地的面積和人口皆未知。

## 地理
阿德里安的座標為40°31′15″N 91°10′02″W / 40.52083°N 91.16722°W，而該地的平均海拔高度為213米（即699英尺）。